# Поцерски Метковић
Поцерски Метковић је насеље у Србији у општини Шабац у Мачванском округу. Према попису из 2022. било је 506 становника.
Овде се налази Црква Светог Георгија у Поцерском Метковићу.

## Галерија
- Споменик у центру села
- Сеоска школа
- Натпис на цркви

## Демографија
У насељу Поцерски Метковић живи 696 пунолетних становника, а просечна старост становништва износи 42,7 година (41,8 код мушкараца и 43,8 код жена). У насељу има 259 домаћинстава, а просечан број чланова по домаћинству је 3,31.
Ово насеље је великим делом насељено Србима (према попису из 2002. године).
|  |

| Демографија | Демографија | Демографија |
| Година      | Становника  | Становника  |
| ----------- | ----------- | ----------- |
| 1948.       | 1.442       |             |
| 1953.       | 1.537       |             |
| 1961.       | 1.321       |             |
| 1971.       | 1.142       |             |
| 1981.       | 1.063       |             |
| 1991.       | 917         | 906         |
| 2002.       | 857         | 864         |

| Етнички састав према попису из 2002.‍ | Етнички састав према попису из 2002.‍ | Етнички састав према попису из 2002.‍ | Етнички састав према попису из 2002.‍ | Етнички састав према попису из 2002.‍ |
| ------------------------------------ | ------------------------------------ | ------------------------------------ | ------------------------------------ | ------------------------------------ |
|                                      |                                      |                                      |                                      |                                      |
| Срби                                 | Срби                                 |                                      | 833                                  | 97,19%                               |
| Роми                                 | Роми                                 |                                      | 20                                   | 2,33%                                |
| Руси                                 | Руси                                 |                                      | 1                                    | 0,11%                                |
| непознато                            | непознато                            |                                      | 1                                    | 0,11%                                |

| Година пописа     | 1948. | 1953. | 1961. | 1971. | 1981. | 1991. | 2002. |
| ----------------- | ----- | ----- | ----- | ----- | ----- | ----- | ----- |
| Број домаћинстава | 283   | 303   | 306   | 288   | 293   | 281   | 259   |

| Број чланова      | 1  | 2  | 3  | 4  | 5  | 6  | 7 | 8 | 9 | 10 и више | Просек |
| ----------------- | -- | -- | -- | -- | -- | -- | - | - | - | --------- | ------ |
| Број домаћинстава | 48 | 67 | 35 | 35 | 36 | 26 | 5 | 4 | 3 | 0         | 3,31   |

| Пол    | Укупно | Неожењен/Неудата | Ожењен/Удата | Удовац/Удовица | Разведен/Разведена | Непознато |
| ------ | ------ | ---------------- | ------------ | -------------- | ------------------ | --------- |
| Мушки  | 385    | 97               | 238          | 38             | 11                 | 1         |
| Женски | 340    | 35               | 238          | 63             | 2                  | 2         |
| УКУПНО | 725    | 132              | 476          | 101            | 13                 | 3         |

| Пол    | Укупно                    | Пољопривреда, лов и шумарство | Рибарство                            | Вађење руде и камена | Прерађивачка индустрија       |
| ------ | ------------------------- | ----------------------------- | ------------------------------------ | -------------------- | ----------------------------- |
| Мушки  | 345                       | 316                           | 0                                    | 0                    | 9                             |
| Женски | 243                       | 234                           | 0                                    | 0                    | 1                             |
| УКУПНО | 588                       | 550                           | 0                                    | 0                    | 10                            |
| Пол    | Производња и снабдевање   | Грађевинарство                | Трговина                             | Хотели и ресторани   | Саобраћај, складиштење и везе |
| Мушки  | 0                         | 3                             | 1                                    | 0                    | 1                             |
| Женски | 0                         | 0                             | 3                                    | 0                    | 0                             |
| УКУПНО | 0                         | 3                             | 4                                    | 0                    | 1                             |
| Пол    | Финансијско посредовање   | Некретнине                    | Државна управа и одбрана             | Образовање           | Здравствени и социјални рад   |
| Мушки  | 0                         | 0                             | 7                                    | 2                    | 1                             |
| Женски | 0                         | 1                             | 0                                    | 0                    | 3                             |
| УКУПНО | 0                         | 1                             | 7                                    | 2                    | 4                             |
| Пол    | Остале услужне активности | Приватна домаћинства          | Екстериторијалне организације и тела | Непознато            | Непознато                     |
| Мушки  | 3                         | 0                             | 0                                    | 2                    | 2                             |
| Женски | 0                         | 0                             | 0                                    | 1                    | 1                             |
| УКУПНО | 3                         | 0                             | 0                                    | 3                    | 3                             |